# گل تپه طغامین
گل تپه طغامین، روستایی از توابع بخش کرانی شهرستان بیجار در استان کردستان ایران است.

## جغرافیا
روستای گل‌تپه طغامین در شمال شهرستان بیجار و ارتفاع ۱۹۶۰ متری از سطح دریا قرار دارد. از روستاهای همسایه می توان به آغبلاغ طغامین، چطاق، قینرجه، حسن آباد چارق، مدک 
و سیوری اشاره کرد.

## جمعیت
این روستا در دهستان طغامین قرار دارد و براساس سرشماری مرکز آمار ایران در سال ۱۳۸۵، جمعیت آن ۲۶۰ نفر (۶۵خانوار) بوده‌است. زبان مردم روستا ترکی آذربایجانی با لهجه تکابی است.

## جاهای دیدنی
از مناطق گردشگری این روستا می توان به باغ زیبای حسین آباد ،آثار تاریخی مانند حمام تاریخی که بدلیل عدم رسیدگی مسئولین در حال تخریب می باشد و تپه های تاریخی که نشان از تمدن کهن این روستا دارد.